# Petrăchești, Buzău
Petrăchești este un sat în comuna Vintilă Vodă din județul Buzău, Muntenia, România. Se află în zona muntoasă din nord-vestul județului.